# 奇基穆拉
奇基穆拉（西班牙語：Chiquimula）是危地馬拉的城市，也是奇基穆拉省的首府，位於該國東南部，距離首都危地馬拉市174公里，始建於1530年，面積372平方公里，海拔高度324米，2002年人口79,815，其中七成居民信奉天主教。